# Guadua trinii
Guadua trinii là một loài thực vật có hoa trong họ Hòa thảo. Loài này được (Nees) Rupr. mô tả khoa học đầu tiên năm 1839.